# Pradières
Pradières é uma comuna da França, localizada no departamento de Ariège na região de Occitânia.